# Harri Rovanperä
Harri Rovanperä (* 8. dubna 1966 Jyväskylä) je finský rallyový závodník, v letech 1993–2006 účastník Mistrovství světa v rallye a otec Kalleho Rovanpery. Na Mistrovství světa v rallye v poháru jezdců dosáhl svého nejlepšího umístění v roce 2001, kdy skončil na 5. pozici. Spolu se synem jezdil za tým Škoda Motorsport. Mimo tým Škoda jezdil také za tým Seat, Peugeot či Mitsubishi.

## Výsledky

### Mistrovství světa v rallye
| Rok  | Tým                    | Vůz                     | 1       | 2       | 3       | 4       | 5       | 6       | 7       | 8       | 9       | 10      | 11      | 12      | 13      | 14      | 15     | 16    | PJ        | Body |
| ---- | ---------------------- | ----------------------- | ------- | ------- | ------- | ------- | ------- | ------- | ------- | ------- | ------- | ------- | ------- | ------- | ------- | ------- | ------ | ----- | --------- | ---- |
| 1993 | Harri Rovanperä        | Opel Manta              | MON     | SWE     | POR     | KEN     | FRA     | GRE     | ARG     | NZL     | FIN Ret | AUS     | ITA     | ESP     | GBR     |         |        |       | NC        | 0    |
| 1994 | Harri Rovanperä        | Mitsubishi Galant VR-4  | MON     | POR     | KEN     | FRA     | GRE     | ARG     | NZL     | FIN 12  | ITA     | GBR     |         |         |         |         |        |       | NC        | 0    |
| 1996 | Promoracing Finland    | Ford Escort RS Cosworth | SWE     | KEN     | IDN     | GRE     | ARG     | FIN Ret | AUS     | ITA     | ESP     |         |         |         |         |         |        |       | NC        | 0    |
| 1997 | Seat Sport             | Seat Ibiza GTi 16V      | MON 14  | SWE     | KEN     | POR Ret | ESP Ret | FRA     | ARG 8   | GRE     | NZL Ret | FIN 10  | IDN 7   | ITA 10  | AUS 10  | GBR 9   |        |       | NC        | 0    |
| 1998 | Seat Sport             | Seat Ibiza GTi 16V Evo2 | MON 11  | SWE Ret | KEN 5   | POR Ret | ESP Ret | FRA     | ARG Ret | GRE 15  | NZL 13  |         |         |         |         |         |        |       | 15. místo | 3    |
| 1998 | Seat Sport             | Seat Cordoba WRC        |         |         |         |         |         |         |         |         |         | FIN 11  | ITA Ret | AUS 11  | GBR 6   |         |        |       | 15. místo | 3    |
| 1999 | Seat Sport             | Seat Cordoba WRC        | MON 7   | SWE 16  | KEN 6   | POR Ret | ESP 14  | FRA 13  | ARG Ret | GRE Ret | NZL Ret |         |         |         |         |         |        |       | 9. místo  | 10   |
| 1999 | Seat Sport             | Seat Cordoba WRC Evo2   |         |         |         |         |         |         |         |         |         | FIN 5   | CHN 5   | ITA 16  | AUS 6   | GBR 3   |        |       | 9. místo  | 10   |
| 2000 | Seat Sport             | Seat Cordoba WRC Evo2   | MON     | SWE 12  | KEN     |         |         |         |         |         |         |         |         |         |         |         |        |       | 9. místo  | 7    |
| 2000 | Seat Sport             | Seat Cordoba WRC Evo3   |         |         |         |         |         |         |         |         |         |         |         |         |         | GBR 10  |        |       | 9. místo  | 7    |
| 2000 | Harri Rovanperä        | Toyota Corolla WRC      |         |         |         | POR 4   | ESP     | ARG     | GRE     | NZL     | FIN 3   | CYP     | FRA     | ITA     | AUS     |         |        |       | 9. místo  | 7    |
| 2001 | Peugeot Total          | Peugeot 206 WRC         | MON     | SWE 1   | POR Ret | ESP     | ARG Ret | CYP Ret | GRE 3   | KEN 2   | FIN 4   | NZL 3   |         |         | AUS 4   | GBR 2   |        |       | 5. místo  | 36   |
| 2001 | H.F. Grifone SRL       | Peugeot 206 WRC         |         |         |         |         |         |         |         |         |         |         | ITA 11  | FRA 7   |         |         |        |       | 5. místo  | 36   |
| 2002 | Bozian Racing          | Peugeot 206 WRC         | MON Ret |         | FRA 11  | ESP 7   |         |         |         |         |         |         | ITA 9   |         |         |         |        |       | 7. místo  | 30   |
| 2002 | Peugeot Total          | Peugeot 206 WRC         |         | SWE 2   |         |         | CYP 4   | ARG Ret | GRE 4   | KEN 2   | FIN Ret | GER Ret |         | NZL 2   | AUS 2   | GBR 7   |        |       | 7. místo  | 30   |
| 2003 | Marlboro Peugeot Total | Peugeot 206 WRC         | MON     | SWE Ret | TUR Ret | NZL Ret | ARG 4   | GRE 6   | CYP 2   | GER     | FIN Ret | AUS 7   | ITA     | FRA     | ESP     | GBR Ret |        |       | 11. místo | 18   |
| 2004 | Marlboro Peugeot Total | Peugeot 307 WRC         | MON     | SWE     | MEX 10  | NZL 5   | CYP DSQ | GRE 3   | TUR Ret | ARG 5   | FIN Ret | GER     | JPN 6   | GBR 6   | ITA Ret | FRA     | ESP    | AUS 2 | 8. místo  | 28   |
| 2005 | Mitsubishi Motors      | Mitsubishi Lancer WRC05 | MON 7   | SWE 4   | MEX 5   | NZL Ret | ITA Ret | CYP 7   | TUR 10  | GRE 6   | ARG 5   | FIN 7   | GER 10  | GBR 4   | JPN 5   | FRA 10  | ESP 10 | AUS 2 | 7. místo  | 39   |
| 2006 | Red Bull Škoda         | Škoda Fabia WRC         | MON     | SWE     | MEX     | ESP     | FRA 12  | ARG     | ITA 20  | GRE 12  | GER     | FIN     | JPN     | CYP Ret | TUR 11  | AUS     | NZL    | GBR 9 | NC        | 0    |

#### Vítězství ve WRC
| # | Soutěž                           | Rok  | Navigátor         | Vůz             |
| - | -------------------------------- | ---- | ----------------- | --------------- |
| 1 | 50th International Swedish Rally | 2001 | Risto Pietiläinen | Peugeot 206 WRC |